# Vincenzo Bellini (numismatico)
Vincenzo Bellini (Gambulaga, 22 gennaio 1708 – Gambulaga, 27 febbraio 1783) è stato un numismatico e presbitero italiano.

## Biografia
Svolse la sua attività pastorale come parroco a Cassana, ora un quartiere di Ferrara, dal 1737 al 1758. Dopo questa data fu costituito a Ferrara un museo contenente le sue raccolte, di cui il Bellini divenne il curatore.

## Opere
- Dell'antica lira ferrarese di marchesini detta volgarmente marchesana (1754),
- De monetis Italiae medii aevi hactenus non evulgatis quae in suo musaeo servantur dissertatio (1755,
  - Tre supplementi allo stesso (1767, 1774 e 1779)
- Delle monete di Ferrara (1761).